# Katja Flint
Katja Flint (n. 11 noiembrie 1959, Stadthagen) este o actriță germană.

## Date biografice
Katja și-a petrecut copilăria în SUA. După terminarea gimnaziului și școlii de dramaturgie a început să joace teatru în München. Debutul îl are în 1983 cu filmul "Roland Suso Richters" acesta este urmat de filmele "Vergeßt Mozart", "Nur Frauen", "kein Leben", "Der demokratische Terrorist", "Die Sieger", "Du bringst mich noch um", "Widows" și "Straight Shooter". A fost căsătorită între anii 1985 - 2001, cu actorul Heiner Lauterbach cu care are un fiu.

## Filmografie
- 1982: Piratensender Powerplay (regie: Siggi Götz)
- 1983: Kolp (regie: Roland Suso Richter)
- 1984: Agentin mit Herz (Episode wurde in Deutschland nicht gesendet)
- 1985: Vergeßt Mozart (regie: Slavo Luther)
- 1985: Nur Frauen, kein Leben (regie: Roland Suso Richter)
- 1986: Der Fahnder:  Lydia (regie: Martin Gies)
- 1989: Regina auf den Stufen (regie: Bernd Fischerauer)
- 1990: Leo și Charlotte (regie: Kaspar Heidelbach)
- 1991: The democratic terrorist (regie: Peer Berglund)
- 1991: Berlin Break (regie: Peter Keglevic)
- 1994: Die Sieger (regie: Dominik Graf)
- 1994: Du bringst mich noch um (regie: Wolfram Paulus)
- 1994: Voll normaaal (regie: Ralf Huettner)
- 1995: In uns die Hölle (regie: Urs Egger)
- 1995: Tatort - Die schwarzen Bilder
- 1996: Das Mädchen Rosemarie (regie: Bernd Eichinger)
- 1996: Venusmörder (regie: D. Othenin-Girard)
- 1996: Lautlose Schritte (regie: Chr. von Castelberg)
- 1996: Ende einer Leidenschaft (regie: Niky Stein)
- 1997: Ballermann 6 (regie: Gernot Roll, Tom Gerhardt)
- 1997: Appartement für einen Selbstmörder (regie: Kaspar Heidelbach)
- 1997: Vickys Alptraum (regie: Peter Keglevic)
- 1997: Widows – Erst die Ehe, dann das Vergnügen (regie: Sherry Hormann)
- 1998: Ein Großes Ding (regie: Bernd Schadewald)
- 1999: Straight Shooter (regie: Thomas Bohn)
- 2000: Marlene (regie: Joseph Vilsmaier)
- 2000: Vera Brühne (regie: Hark Bohm)
- 2001: Suck my Dick (regie: Oskar Roehler)
- 2001: Il Giovane Casanova (regie: Giacomo Battiato, ca Madame de Pompadour)
- 2001: Der Solist (regie: Stephan Wagner)
- 2002: Zwei Affären și eine Hochzeit (regie: Michael Keusch)
- 2002: Gone Underground (Kurzfilm) (regie: Su Turhan/Michael Ballhaus)
- 2003: Liebe și Verlangen (regie: Judith Kennel)
- 2003: Olgas Sommer (regie: Nina Grosse)
- 2004: 21 Liebesbriefe (regie: Nina Grosse, Buch Friedrich Ani și Nina Grosse)
- 2004: Für immer + jetzt (regie: Silvia Hoffmann)
- 2004: Wie krieg ich meine Mutter groß? (regie: Stephan Wagner)
- 2004: Pfarrer Braun:  Der Fluch der Pröpstin
- 2005: Tatort:  Kunstfehler (regie: Hartmut Griesmeier)
- 2005: Herzentöter (regie: Bernd Heiber)
- 2005: Kabale și Liebe (regie: Leander Haußmann)
- 2005: Die weiße Massai (regie: Hermine Huntgeburth)
- 2006: SOKO 5113:  Das Urteil (regie: Michael Wenning)
- 2006: Väter Mütter Kinder (regie: Stephan Wagner)
- 2006: Franziskas Gespür für Männer (regie: Nina Grosse)
- 2006: Mord in aller Unschuld (regie: Conny Walter)
- 2007: Märchenstunde (regie: Franziska Meyer Price)
- 2007: Warum Männer nicht zuhören und Frauen schlecht einparken (regie: Leander Haußmann)
- 2007: Franziska, die Liebe und andere Gespenster (regie: Nina Grosse)
- 2007: Ein tödlicher Plan (regie: Gerald Liegel)
- 2007: Stürme in Afrika (regie: Denis Satin)
- 2009: Jenseits der Mauer (regie: Friedemann Fromm)
- 2009: Der Weg zum Ruhm (regie: Florian Henkel von Donnersmarck)
- 2010: Zeiten ändern Dich (regie: Uli Edel)
- 2011: Die Superbullen (regie: Gernot Roll)